# العلاقات الإكوادورية الكورية الشمالية
العلاقات الإكوادورية الكورية الشمالية هي العلاقات الثنائية التي تجمع بين الإكوادور وكوريا الشمالية.

## مقارنة بين البلدين
هذه مقارنة عامة ومرجعية للدولتين:
| وجه المقارنة                                              | الإكوادور                      | كوريا الشمالية                        |
| --------------------------------------------------------- | ------------------------------ | ------------------------------------- |
| المساحة (كم2)                                             | 283.56 ألف                     | 120.54 ألف                            |
| عدد السكان (نسمة)                                         | 16.62 مليون                    | 25.49 مليون                           |
| الكثافة السكانية (ن./كم²)                                 | 58.61                          | 211.47                                |
| العاصمة                                                   | كيتو                           | بيونغيانغ                             |
| اللغة الرسمية                                             | اللغة الإسبانية، كيشوا ‏، شوار ‏ | لغة كوريا الشمالية القياسية ‏          |
| العملة                                                    | دولار أمريكي، سوكري إكوادوري   | وون كوري شمالي                        |
| الناتج المحلي الإجمالي (بليون دولار)                      | 103.06 مليار                   |                                       |
| الناتج المحلي الإجمالي (تعادل القوة الشرائية) بليون دولار | 185.24 مليار                   |                                       |
| الناتج المحلي الإجمالي الاسمي للفرد دولار أمريكي          | 6.21 ألف                       |                                       |
| الناتج المحلي الإجمالي للفرد دولار أمريكي                 | 11.37 ألف                      |                                       |
| مؤشر التنمية البشرية                                      | 0.746                          |                                       |
| رمز المكالمات الدولي                                      | +593                           | +850                                  |
| رمز الإنترنت                                              | .ec                            | .kp                                   |
| المنطقة الزمنية                                           | 00                             | ت ع م+08:30، ت ع م+08:30، ت ع م+09:00 |

## منظمات دولية مشتركة
يشترك البلدان في عضوية مجموعة من المنظمات الدولية، منها:
| علم المنظمة | اسم المنظمة                   | تاريخ انضمام الإكوادور | تاريخ انضمام كوريا الشمالية |
| ----------- | ----------------------------- | ---------------------- | --------------------------- |
|             | يونسكو                        | 22 يناير 1947          | 18 أكتوبر 1974              |
|             | الاتحاد البريدي العالمي       | ?                      | ?                           |
|             | الاتحاد الدولي للاتصالات      | 17 أبريل 1920          | ?                           |
|             | الأمم المتحدة                 | 21 ديسمبر 1945         | 17 سبتمبر 1991              |
|             | المنظمة الهيدروغرافية الدولية | ?                      | ?                           |

## وصلات خارجية
- موقع وزارة الخارجية الإكوادورية
- موقع وزارة الخارجية الكورية الشمالية